# Пульман (компания)

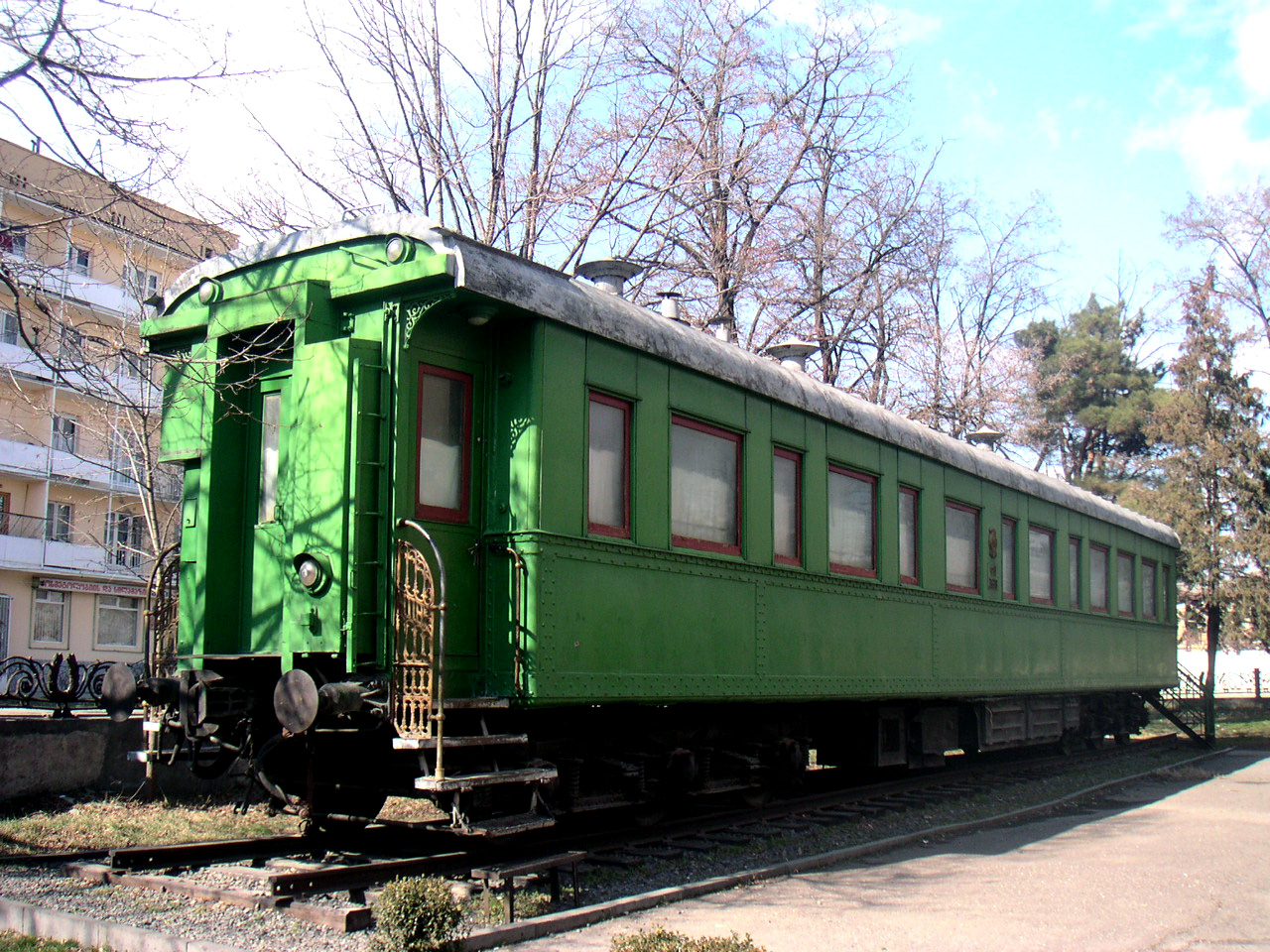
Зелёный пульмановский вагон

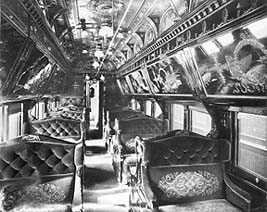
Интерьер пульмановского вагона

Компания Пульмана, Компания Пульмана по производству вагонов люкс (англ. Pullman Palace Car Company) — название компании, основанной Джорджем Пульманом, производитель пассажирских вагонов и оператор пассажирских железнодорожных перевозок с середины XIX века до середины XX века.
Компания первой вывела на рынок железнодорожных перевозок отдельный спальный вагон и вагон-ресторан. Связанный с компанией профсоюз Brotherhood of Sleeping Car Porters (Братство проводников спальных вагонов), был одним из заметных проявлений негритянского сообщества в американской общественной жизни в XX веке. Также компания производила трамваи и троллейбусы.

## История
Во время ночной поездки из Буффало в Вестфилд Джорджу Пульману пришла идея построить более комфортный вагон, со спальными местами для всех пассажиров. В 1867 году Д. Пулльман основал компанию и начал строить роскошные спальные вагоны с коврами, драпировками, обитыми стульями, библиотекой и высочайшим уровнем сервиса.
Имя Пульмана стало нарицательным из-за большой рыночной доли, контролировавшейся компанией, и пульмановской стачки, организованной его работниками в 1894 году. Во время экономического кризиса Пульман сократил рабочий день и зарплаты, но не уменьшил цену аренды и коммунальные платежи, что спровоцировало стачку.

## Компания
Компания основана 22 февраля 1867 года. С 1 января 1900 года, после покупки множества партнеров и конкурентов, компания была преобразована в Pullman Co.
В 1924 году производственный департамент Pullman Co. был выделен в отдельную компанию Pullman Car & Manufacturing Co. Родительская компания с 1927 года называлась Pullman Inc.
На середину 1920-х пришлись лучшие годы компании, в 1925 году компания оперировала 9 800 вагонами. В штате состояло 28 000 кондукторов и 12 000 проводников.
В 1929 году был приобретён контрольный пакет Standard Steel Car Company — производителя стальных вагонов. В 1934 году Pullman Car & Manufacturing и Standard Steel Car Company были объединены в Pullman-Standard Car Manufacturing Company, занимавшуюся производством вагонов до 1982 года.
В 1940 году с ростом пассажирских перевозок Министерство юстиции США обратилось с антимонопольным иском против Pullman Incorporated, и в 1944 году суд постановил, что Pullman Incorporated должен оставить себе Pullman Company (оператор) или Pullman-Standard Car Manufacturing Company (производство). После трёх лет переговоров Pullman Company была продана консорциуму из 57 железных дорог за 40 000 000 долларов.
В 1965 году был построен последний спальный вагон. Компания продолжила производство сидячих вагонов для пригородных перевозок и метро, строила вагоны Superliner для Amtrak до начала 1980-х.
Парк грузовых вагонов Pullman, Inc. был выделен в 1981 году в Pullman Leasing Company, которая была продана ITEL Leasing. ITEL Leasing, в свою очередь, был куплен GE Leasing.
В середине 1981 году производство грузовых вагонов было выделено в Pullman Transportation Company. Несколько заводов закрылось в 1984 году, оставшиеся заводы и разработки в области грузовых вагонов были проданы Trinity Industries (англ.).
В 1982 году производство пассажирских вагонов было выделено в отдельную компанию Pullman Technology, Inc. В 1987 году компания куплена Bombardier, получившей контроль над патентами и разработками. С конца 2004 года Pullman Technology, Inc. стала отделением Bombardier.
После выделения и продажи железнодорожных активов Pullman, Inc. продолжила действовать как диверсифицированная корпорация. В конце 1980 года произошло объединение с Wheelabrator-Frye, Inc. В 1982 году Wheelabrator-Frye объединилась с M. W. Kellogg. В 1990 году группа Wheelabrator-Frye была продана Waste Management, Inc. (англ.). Деятельность Pullman-Kellogg была выделена Waste Management в Pullman Power Products Corporation, и с 2004 года компания действует как Pullman Power LLC, дочерняя компания Structural Group.

## Корпоративный город

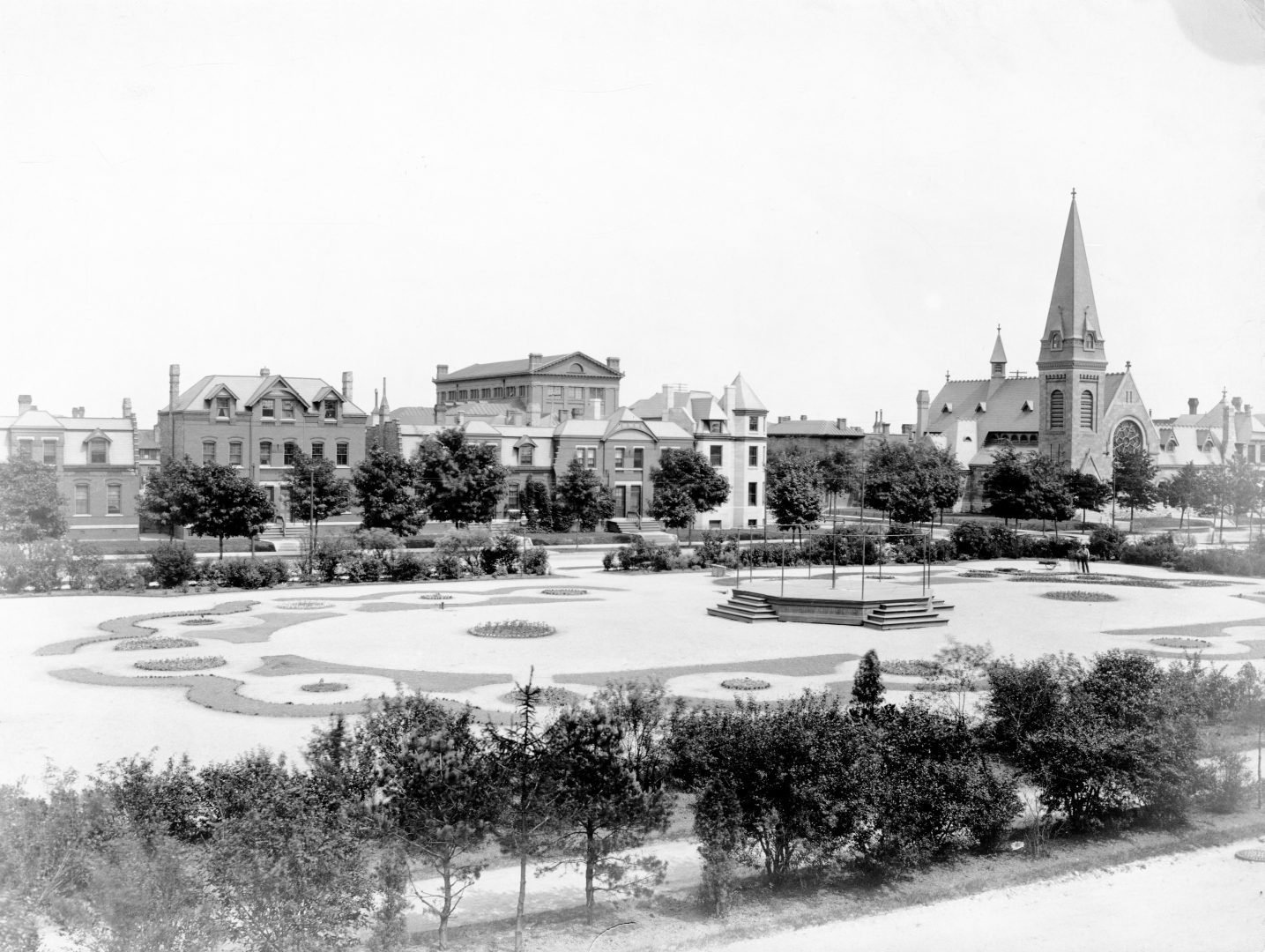
Парк в общественном центре Пулмена

В 1880—1884 годы компания построила к югу от Чикаго новый завод и рабочий посёлок Пулмен (до 1889 часть поселения Гайд-Парк, с 1889 в составе города Чикаго). В Пулмене всё являлось собственностью компании: дома, рынки, церковь, торговые площади и залы для собраний. В рекордный для компании 1893 год число квартир в Пулмене достигло 1800, а численность населения и заводского персонала — 12600 и 5500 человек соответственно. В образцовом, по мнению Джорджа Пульмана, посёлке не продавали алкоголь; в нём не было места сиротам, больным и старикам: все неспособные уплачивать аренду подлежали выселению. Компания отказывалась продавать дома и квартиры в собственность жильцов, предпочитая взымать с них завышенную по сравнению с чикагскими ценами арендную плату.
В ходе экономического кризиса 1893—1894 годов компания снизила заработную плату, но отказалась снижать стоимость аренды, что стало главной причиной пульмановской стачки. На первом этапе стачки бастовали лишь рабочие завода в Пулмене; в июне 1894 года национальный профсоюз железнодорожников объявил компании всеобщий бойкот. рабочие вагонных депо не выпускали пульмановские вагоны на линии, а машинисты отказывались водить поезда, в которых ещё оставались вагоны компании. Железные дороги, попытавшиеся преследовать активистов, столкнулись с массовыми ответными забастовками, которые в начале июля 1894 года переросли в массовые беспорядки. После подавления стачки компания возобновила деятельность на прежних условиях, не уступив рабочим и профсоюзам — и стала объектом преследования властями штата Иллинойс. В октябре 1898 года верховный суд штата принудил компанию передать конституционным органам власти все функции муниципального управления и распродать все непроизводственные активы. В 1907 году компания распродала жилую недвижимость, и бывший образцовый посёлок стал обычным заводским районом Чикаго.

## Проводники

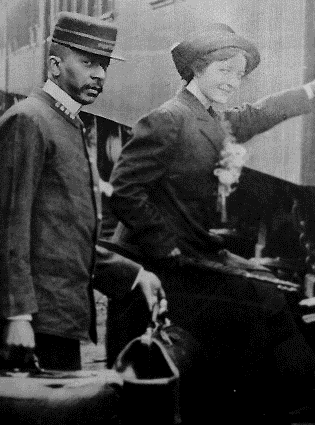
Проводник Пулльмана.

Ярким эпизодом компании стали её проводники — Pullman porters. На эту работу принимались негры, для которых это была хорошо оплачиваемая и безопасная работа, к тому же с возможностью путешествовать. Компания была крупнейшим работодателем для негров в своё время. Проводники объединились в профсоюз под руководством Асы Филипа Рэндольфа, лидера движения за гражданские права негров.